# Quận Union, Florida
Quận Union là một quận thuộc tiểu bang Florida, Hoa Kỳ. Quận lỵ đóng ở Lake Butler6. 
Dân số theo điều tra năm 2010 của Cục điều tra dân số Hoa Kỳ là 15535 người.

## Địa lý
Theo Cục điều tra dân số Hoa Kỳ, quận này có diện tích 650 km2, trong đó có 16 km2 là diện tích mặt nước.